# 南東欧安定化協定

南東欧安定化協定

南東欧安定化協定（なんとうおうあんていかきょうてい、英語:Stability Pact for South Eastern Europe; SPSEE）は、1999年から2008年2月まで続いた、南東ヨーロッパ諸国の平和と民主主義、人権、経済の強化を目的とした組織である。同協定は2008年2月に地域協力会議へと継承された。欧州連合などの地域外からの影響が強かった南東欧安定化協定と比べて、地域協力会議はよりこの地域が主体となっている。

## メンバー

安定化協定での地位
加盟国
オブザーバー
支援パートナー

- 加盟国:
  -  アルバニア
  -  ボスニア・ヘルツェゴビナ
  -  ブルガリア
  -  クロアチア
  -  北マケドニア共和国
  -  モルドバ
  -  モンテネグロ
  -  ルーマニア
  -  セルビア
- オブザーバー:
  -  ウクライナ
- 支援パートナー:
  -  日本
  -  ノルウェー
  -  ロシア
  -  スイス
  -  アメリカ
  -  欧州連合加盟国
  - 各種の国際機関

## 創設
南東欧安定化協定は、欧州連合の主導のもと、1999年6月10日にドイツのケルンにて創設された。当時のユーゴスラビア連邦共和国を除く地域の全ての国家、並びにモルドバが加盟した。ハンガリー、ブルガリア、ルーマニア、ロシア、トルコ、アメリカ合衆国、並びに当時の全ての欧州連合加盟国、欧州安全保障協力機構（OSCE）、欧州評議会、欧州委員会もまた協定の一員とされた。スロボダン・ミロシェヴィッチ政権が崩壊した後、2000年10月にはユーゴスラビア連邦共和国も加盟した。
カナダ、日本、国際連合、国際連合難民高等弁務官事務所（UNHCR）、北大西洋条約機構（NATO）、経済協力開発機構（OECD）、西欧同盟（WEU）、国際通貨基金（IMF）、世界銀行、欧州投資銀行、欧州復興開発銀行が後援者として参加した。
コソボ紛争が激化する中、コソボの安定化を最重要目的として創設された。
2006年の発表では、2008年初頭にはより地域を主体とした協力機関である地域協力会議（RCC）を創設し、その後も外部からの支援は続けられるとする計画が明らかになった。この創設に際しては南東欧協力プロセスが重要な役割を担うものとされた。
南東欧安定化協定の最後の会合は2008年2月28日にブルガリアのソフィアにて行われ、本協定は地域協力会議へと引き継がれた。

## 組織
特別調整官（Special Coordinator）は安定化協定の首班であり、2002年以降はエアハルト・ブゼク（Erhard Busek）がその地位にあった。
協定は3つのワーキングテーブルと、3つを統括する第4のワーキングテーブルである地域ワーキングテーブルからなっている。
|          | ワーキングテーブル1                                                                                  | ワーキングテーブル2 | ワーキングテーブル3                                                                                        |
| 議長     | ゴラン・スヴォラノヴィッチ （Goran Svilanović）                                                      | ファブリツィオ・サッコマンニ （Fabrizio Saccomanni） | ヤネス・プレモジェ （Janez Premože）                                                                       |
| 理事     | マリヤナ・グランディッツ （Marijana Grandits）                                                       | メアリ・オマホーニー （Mary O'Mahony） | ピーテル・フェルベーク （Pieter Verbeek）                                                                  |
| 主要議題 | 民主化と人権 - 少数者の権利 - メディアの自由 - 市民社会 - 法と法執行の規則 - 機関、行政と統治 - 難民 | 経済復興、開発、協力 - 自由貿易地域の推進 - 国際交通 - エネルギー供給と節約 - 規制緩和と透明化 - インフラストラクチャー - 民間企業の活動の推進 - 環境問題 - 難民の再統合 | 治安問題 - 法、家庭問題、移住 - 組織犯罪、汚職、テロリズム - 国境を越えた環境危機 - 防衛・軍事問題での協力 |

それぞれのワーキングテーブルはそれぞれの問題について責任を持っており、加盟国政府や非政府組織と協力して問題解決にあたる。

## 成果

### ワーキングテーブル1
メディア、教育・青年、地方民主制と国境を越えた協力、議会の協力、ジェンダー問題の5つのタスクフォースがあった。理事のほかに、2人の専門家スルジャン・ツヴィイッチ（Srđan Cvijić）とタリア・ボアティ（Talia Boati）がいた。

### ワーキングテーブル2
地域の国々の相互の自由貿易協定（FTA）の完成させた。国際連合安全保障理事会決議1244に基づき、コソボは国際連合コソボ暫定行政ミッション（UNMIK）によって代表される。地域内の全ての国同士の組み合わせでFTAが発効するには至らなかった。コソボを含む複数のFTAを一つのFTAにまとめる提案がなされた（中欧自由貿易協定 CEFTAの拡張を想定していたと思われる）。合意は2006年前半に調印された。
電気と天然ガスに関して、南東欧地域エネルギー市場（South-East Europe Regional Energy Market）が結成された。参加するのはモルドバを除く加盟国と、ギリシャおよびトルコである。このプロセスは後に、モルドバを除く加盟国と欧州連合、コソボとの間で創設された欧州エネルギー共同体（European Energy Community）によって拡張された。トルコは6箇月遅れてこれに加盟した。これは、アキ・コミュノテールの自然環境部分の施行に関する問題によるものである。モルドバ、ウクライナ、ノルウェーは後に加わるものと考えられていた。

### ワーキングテーブル3
ワーキングテーブル3は内部および外部社会に関する問題を扱った。この目的は地域に安定的な社会環境を構築し、組織犯罪、汚職ならびに移民問題に関して地域協力を推進することであった。ワーキングテーブル3はさらに2つの下位テーブルに分けられており、1つは法正義と家庭問題について、もう1つは防衛と治安部門改革に関する議題を取り扱った。

## FTAの進捗
|                       |                       | 欧州連合関連  | 欧州連合関連 | 欧州連合関連 | その他の安定化協力パートナー （CEFTAに合流される） | その他の安定化協力パートナー （CEFTAに合流される） | その他の安定化協力パートナー （CEFTAに合流される） | その他の安定化協力パートナー （CEFTAに合流される） | その他の安定化協力パートナー （CEFTAに合流される） | その他の安定化協力パートナー （CEFTAに合流される） | その他の安定化協力パートナー （CEFTAに合流される） | その他の欧州近隣政策パートナー | その他の欧州近隣政策パートナー | その他の欧州近隣政策パートナー | その他の欧州近隣政策パートナー |
| EU                    | EFTA                  | 欧土関 税同盟 | クロアチア   | 北マケドニア | アルバニア                                         | ボスニア                                           | セルビア モンテネグロ                              | コソボ                                             | モルドバ                                           | ウクライナ                                         | グルジア                                           | アルメニア                     | アゼルバイジャン               |                                |                                |
| --------------------- | --------------------- | ------------- | ------------ | ------------ | -------------------------------------------------- | -------------------------------------------------- | -------------------------------------------------- | -------------------------------------------------- | -------------------------------------------------- | -------------------------------------------------- | -------------------------------------------------- | ------------------------------ | ------------------------------ | ------------------------------ | ------------------------------ |
| EU                    | EU                    |               | FTA 1973     | CU 1996      | SAA 2005                                           | SAA 2004                                           | SAA                                                | SAA                                                | SAA                                                | STM                                                |                                                    |                                |                                |                                |                                |
| EFTA                  | EFTA                  | FTA 1973      |              | FTA 1992     | FTA 2002                                           | FTA 2001                                           |                                                    |                                                    |                                                    | ?                                                  |                                                    |                                |                                |                                |                                |
| 欧土関税同盟          | 欧土関税同盟          | CU 1996       | FTA 1992     |              | FTA 2003                                           | FTA 2000                                           | ?                                                  | FTA 2003                                           | ?                                                  | ?                                                  |                                                    |                                |                                |                                |                                |
| クロアチア            | クロアチア            | SAA 2005      | FTA 2002     | FTA 2003     |                                                    | SEE-FTA 2002 CEFTA 2006                            | SEE-FTA 2003                                       | SEE-FTA 2005                                       | SEE-FTA 2004                                       | SEE-FTA 2006                                       | SEE-FTA 2004                                       |                                |                                |                                |                                |
| 北マケドニア          | 北マケドニア          | SAA 2004      | FTA 2001     | FTA 2000     | SEE-FTA 2002 CEFTA 2006                            |                                                    | SEE-FTA 2002                                       | SEE-FTA 2002                                       | SEE-FTA 2006                                       | SEE-FTA 2006                                       | SEE-FTA 2005                                       |                                |                                |                                |                                |
| アルバニア            | アルバニア            | SAA           |              | ?            | SEE-FTA 2003                                       | SEE-FTA 2002                                       |                                                    | SEE-FTA 2004                                       | SEE-FTA 2004                                       | SEE-FTA 2003                                       | SEE-FTA 2004                                       |                                |                                |                                |                                |
| ボスニア              | ボスニア              | SAA           |              | FTA 2003     | SEE-FTA 2005                                       | SEE-FTA 2002                                       | SEE-FTA 2004                                       |                                                    | SEE-FTA 2002                                       | SEE-FTA 2006                                       | SEE-FTA 2004                                       |                                |                                |                                |                                |
| セルビア モンテネグロ | セルビア モンテネグロ | SAA           |              | ?            | SEE-FTA 2004                                       | SEE-FTA 2006                                       | SEE-FTA 2004                                       | SEE-FTA 2002                                       |                                                    |                                                    | SEE-FTA 2004                                       |                                |                                |                                |                                |
| コソボ                | コソボ                | STM           | ?            | ?            | SEE-FTA 2006                                       | SEE-FTA 2006                                       | SEE-FTA 2003                                       | SEE-FTA 2006                                       |                                                    |                                                    | ?                                                  |                                |                                |                                |                                |
| モルドバ              | モルドバ              |               |              |              | SEE-FTA 2004                                       | SEE-FTA 2005                                       | SEE-FTA 2004                                       | SEE-FTA 2004                                       | SEE-FTA 2004                                       | ?                                                  |                                                    |                                |                                | FTA 1995                       |                                |
| ウクライナ            | ウクライナ            |               |              |              |                                                    |                                                    |                                                    |                                                    |                                                    |                                                    |                                                    |                                | FTA 1996                       | FTA 1996                       |                                |
| グルジア              | グルジア              |               |              |              |                                                    |                                                    |                                                    |                                                    |                                                    |                                                    |                                                    | FTA 1996                       |                                | FTA 1998                       | FTA 1996                       |
| アルメニア            | アルメニア            |               |              |              |                                                    |                                                    |                                                    |                                                    |                                                    |                                                    | FTA 1995                                           | FTA 1996                       | FTA 1998                       |                                |                                |
| アゼルバイジャン      | アゼルバイジャン      |               |              |              |                                                    |                                                    |                                                    |                                                    |                                                    |                                                    |                                                    |                                | FTA 1996                       |                                |                                |